# Cezaropapizm

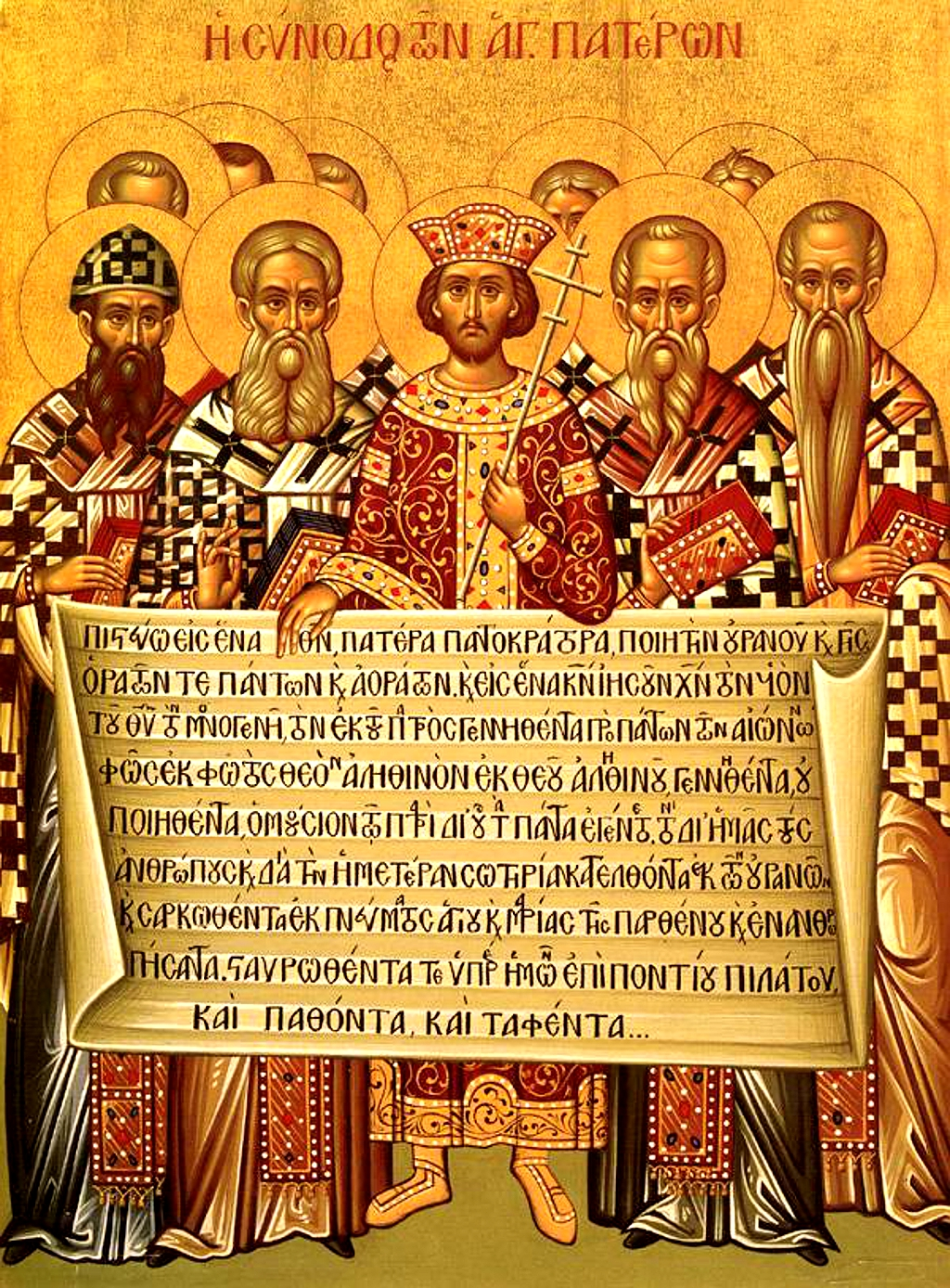
Ikona przedstawiająca uczestników I Soboru Nicejskiego, w środku Konstantyn I Wielki

Cezaropapizm – tendencja nazywana też cezaryzmem, prowadząca do zwierzchności państwa nad Kościołem i decydowaniu o całokształcie życia religijnego, w tym także w materii teologicznej. Przeciwstawia się systemowi teokracji. Cechy cezaropapizmu występowały w gallikanizmie, febronianizmie i józefinizmie.
W ciągu wieków następowały różne modele cezaropapizmu, m.in.:
- Cesarstwo Bizantyńskie, w którym cesarze byli stawiani na równi z apostołami
- Święte Cesarstwo Rzymskie
- kościoły narodowe, np. w Wielkiej Brytanii
- Imperium Rosyjskie
- Francja rewolucyjna i bonapartystyczna.

## Cezaropapizm w Rzymie i Bizancjum
Religia w Cesarstwie Rzymskim była narzędziem politycznym, służącym do utrzymania jedności państwa (kult cesarza wspólny dla wszystkich ludów Imperium). Toteż, gdy za sprawą dekretu cesarza Teodozjusza Wielkiego w 380 roku chrześcijaństwo stało się religią oficjalną, to ono zaczęło pełnić podobną rolę w państwie. Władza cesarska, dążąc do podporządkowania sobie kościoła, rozstrzygała spory dogmatyczne, brała udział w obsadzie stanowisk kościelnych, karała za odstępstwo od chrześcijaństwa. Cesarz był najwyższą władzą zarówno świecką, jak i duchowną. Przez to kościół został włączony w struktury państwa i stał się jednym z instrumentów sprawowania władzy.
System ten przetrwał aż do upadku Cesarstwa Wschodniorzymskiego w roku 1453.